# Christoph Engel (Jurist)
Christoph Engel (* 22. Februar 1956 in Köln) ist ein deutscher Jurist und seit 1997 Direktor des Max-Planck-Instituts zur Erforschung von Gemeinschaftsgütern in Bonn.

## Leben
Christoph Engel studierte Rechtswissenschaft an der Universität Tübingen und promovierte 1988 auch dort. Er war von 1980 bis 1983 als Wissenschaftlicher Mitarbeiter bei der Universität Tübingen und von 1983 bis 1992 am Max-Planck-Institut für ausländisches und internationales Privatrecht tätig. Dort befasste er sich mit Privatrecht und Medien- und Kommunikationsrecht. Er habilitierte sich 1992 bei Ernst-Joachim Mestmäcker am Max-Planck-Institut für ausländisches und internationales Privatrecht in Hamburg. 1992 wurde er ordentlicher Professor an der Universität Osnabrück und blieb dies bis 1997. Er hatte dort den Lehrstuhl für Medienrecht inne. 1997 wurde er Leiter der Projektgruppe Recht der Gemeinschaftsgüter in Bonn. Seit 2003 ist er Direktor des aus der Projektgruppe hervorgegangenen Max-Planck-Instituts zur Erforschung von Gemeinschaftsgütern. 2003 wurde er außerdem ordentlicher Professor an der Rheinischen Friedrich-Wilhelms-Universität in Bonn. Seit 2004 ist er Honorarprofessor an der Universität Osnabrück. Von 2013 bis zu seiner Emeritierung im Jahr 2023 war er außerdem Professor für Experimental Legal Studies an der Erasmus-Universität Rotterdam. Seit 2002 ist er ordentliches Mitglied der Academia Europaea. Seit 2007 ist er Mitglied des Wissenschaftlichen Beirats beim Bundesministerium für Wirtschaft und Klimaschutz.
2017 verlieh ihm die Hebräische Universität Jerusalem die Ehrendoktorwürde, 2024 die Universität Kopenhagen. Am 10. Juli 2019 ernannte ihn Papst Franziskus zum Mitglied der Päpstlichen Akademie der Sozialwissenschaften. 2024 ehrte ihn die European Association for Law & Economics für sein Lebenswerk.
Unter seiner Betreuung habilitierten sich während ihrer Beschäftigung am Max-Planck-Institut zur Erforschung von Gemeinschaftsgütern Florian Becker, Indra Spiecker, Stefan Magen, Anne van Aaken, Stefan Bechtold, Niels Petersen, Emanuel V. Towfigh (mit Janbernd Oebbecke), Jörn Lüdemann, Alexander Morell (mit Barbara Grunewald), Armin Steinbach, Stefanie Egidy, Yoan Hermstrüwer und Dana Burchardt.
Engel war von 2007 bis 2009 Mitglied des Vorstands der Vereinigung der Deutschen Staatsrechtslehrer und von 2013 bis 2016 Vorsitzender der geistes-, sozial- und humanwissenschaftlichen Sektion der Max-Planck-Gesellschaft. Von 2015 bis 2019 war er Mitglied des Boards of Directors der Society for Empirical Legal Studies. Engel war Mitherausgeber der Fachzeitschriften Rabels Zeitschrift (1990–2007), Archiv für Presserecht  (1994–2013) sowie Review of Law and Economics (2015–2022). Heute ist er Mitherausgeber der Schriftenreihe Law and Economics of International Telecommunications und Gründungsherausgeber des Journal of Law and Empirical Analysis.
Er ist verheiratet.